# Toshio Okada
Toshio Okada (岡田 斗司夫?, Okada Toshio; Osaka, 1º luglio 1958) è un regista, produttore cinematografico e scrittore giapponese.
Fu uno dei fondatori ed ex-presidente della Gainax.
Fu interpretato da Gaku Hamada nel TV Drama Aoi Honō del 2014 basato sul manga autobiografico del compagno Kazuhiko Shimamoto. La sua attuale agenzia di talenti è Yoshimoto Kogyo.

## Opere

### Anime
| Titolo               | Anno | Ruolo                 |
| -------------------- | ---- | --------------------- |
| Daicon III           | 1981 | Planner               |
| Daicon IV            | 1983 | Planner               |
| Le ali di Honneamise | 1987 | Planner               |
| Gunbuster            | 1988 | Sceneggiatore         |
| Otaku no Video       | 1991 | Sceneggiatore Planner |

### Libri
| Titolo in giapponese | Titolo in inglese                                                                               | Anno |
| --- | ----------------------------------------------------------------------------------------------- | ---- |
| ぼくたちの洗脳社会 Bokutachi No Sennou Shakai | Our Brainwashing Society                                                                        | 1995 |
| オタク学入門 Otaku-gaku Nyumon | Introduction to Otakuology                                                                      | 1996 |
| 東大オタク学講座 Toudai Otaku-gaku Kouza | University of Tokyo Otaku Studies Course                                                        | 1997 |
| 国際おたく大学 1998年 最前線からの研究報告 Kokusai Otaku-gaku 1998-nen Saizensen Kara No Kenkyuuhoukusha                                                   | International Otaku Studies: 1998 Report From The Front Line                                    | 1998 |
| 失われた未来 Ushinawareta Mirai | Lost Future                                                                                     | 2000 |
| フロン 結婚生活・19の絶対法則 Furon Kekkon Seikatsu: 19 No Zettai Housoku                                                                                  | Furon Married Life: 19 Absolute Rules                                                           | 2001 |
| 日本オタク大賞 Nippon Otaku Taishou | Japan Otaku Award                                                                               | 2003 |
| 恋愛自由市場主義宣言!—確実に「ラブ」と「セックス」を手に入れる鉄則 Renai Jyuushijyou Shuki Senken! Kakujitsu Ni "Rabu" To "Sekkusu" Wo Te Ni Ireru Tessoku | Declaration of Love's Free-market Principles! Absolute Rules Certain To Obtain "Love" and "Sex" | 2003 |
| プチクリ!—好き=才能! Puchikuri Suki = Sainou! | Little Creator: Love = Talent!                                                                  | 2005 |
| 世界征服」は可能か? Sekaiseifuku Wa Kanouka? | Is World Conquest Possible?                                                                     | 2007 |
| いつまでもデブと思うなよ Itsu Made Mo Debu To Omou Na Yo                                                                                                   | Don't Think You Have To Be Fat Forever                                                          | 2007 |
| オタクはすでに死んでいる Otaku Wa Sude Ni Shindeiru | You Otaku Are Already Dead                                                                      | 2008 |

### Videogiochi
| Titolo                                 | Anno | Ruolo   |
| -------------------------------------- | ---- | ------- |
| Cybernetic Hi-School                   | 1989 | Planner |
| Cybernetic Hi-School Scenario I Ver2.0 | 1989 | Planner |
| Cybernetic Hi-School II                | 1989 | Planner |
| Cybernetic Hi-School III               | 1990 | Planner |
| Cybernetic Hi-School IV                | 1991 | Planner |

### Film
| Titolo                   | Anno | Ruolo                    |
| ------------------------ | ---- | ------------------------ |
| Aikoku Sentai Dai Nippon | 1982 | Sceneggiatore            |
| Kaiketsu Noutenki        | 1982 | Attore (come Goro Asuka) |
| The Return of Ultraman   | 1983 | Sceneggiatore            |
| Noutenki in USA          | 1984 | Regista                  |

## Carriera
| Ruolo                | Periodo   | Organizzazione                                          |
| -------------------- | --------- | ------------------------------------------------------- |
| Shop manager         | 1982–1984 | General Products                                        |
| Presidente           | 1984–1992 | Gainax                                                  |
| Professore invitato  | 2005–2015 | Character Creative Arts Department, Università di Osaka |
| Lettorato            | 2003      | Massachusetts Institute of Technology                   |
| Presidente           | 1997–     | Otaking Co,.Ltd                                         |
| Insegnante part-time | 1994–1995 | College of Arts and Sciences, Università di Tokyo       |
| Presidente           | 2011–     | Cloud City Co,.Ltd                                      |